# 단양군의 농어촌버스
단양군의 농어촌버스는 충청북도 단양군의 대표적인 시내 대중교통 수단으로 운수업체로는 단양버스가 있다.

## 운임
2024년 11월 23일 기준 운임이다.
| 종류 | 나이                    | 카드 (원) | 현금 (원) |
| ---- | ----------------------- | --------- | --------- |
| 일반 | 어른 (만 19세 이상)     | 1650      | 1700      |
| 일반 | 청소년 (만 13세 ~ 18세) | 1300      | 1350      |
| 일반 | 어린이 (만 7세 ~ 12세)  | 800       | 850       |

- 단일화 이전에는 10km까지 기본운임이며 이후 초과하는 거리는 1 km 당 116.14원의 추가운임이 붙었다. 2017년 충청북도에서 마지막으로 농어촌버스 단일운임제를 도입하여 시행하고 있었으나 단양군의 단일운임 보조금 지급중지로 2020년 11월 구간 운임으로 회귀했다. 이후 시기 미상으로 단일운임을 재시행하여 현재에 이르고 있다.

## 운수 업체
2017년 1월1일기준이다.
| 운행업체 | 면허 대수 | 면허 대수 | 면허 대수 | 면허 대수 |
| -------- | --------- | --------- | --------- | --------- |
| 운행업체 | 대수 합계 | 일반버스  | 좌석버스  | 공영버스  |
| 단양버스 | 22        | 22        | -         | 12        |
| 합계     | 22        | 22        | -         | 12        |

## 단양군 차적의 버스 노선

### 농어촌버스
| 기·종점       | 행선지                                                                                     |
| ------------- | ------------------------------------------------------------------------------------------ |
| 상진리 기점   | 보발리, 구인사, 온달관광지, 고수동굴, 새밭계곡, 보발리, 어상천면, 방북리, 별방리, 하원곡리 |
| 단양역 기점   | 구인사, 온달관광지, 보발리                                                                 |
| 고수대교 기점 | 양당, 사인암, 올산, 남조리, 사동, 올산목장, 벌천리, 방곡리, 단성면, 음지마을, 매바위, 죽령 |

## 사진

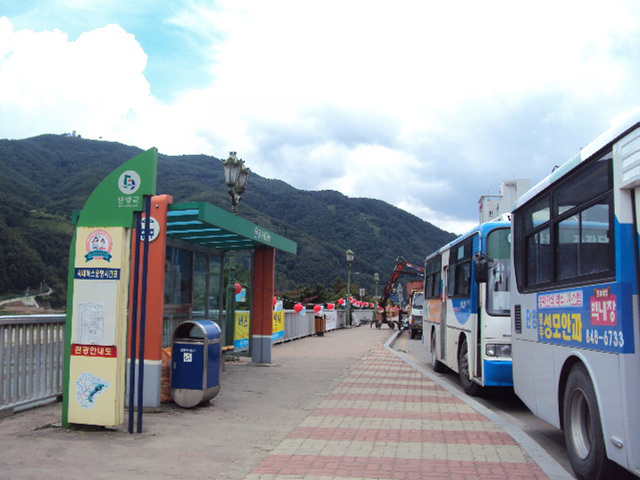
단양군 버스 정거장